# Lepidoziaceae
Famille
La famille des Lepidoziaceae est constituée d'hépatiques de la classe des Jungermanniopsida (hépatiques à lobes) et de l'ordre des Jungermanniales.

## Liste des genres
Selon Catalogue of Life (25 mai 2013) :
- genre Acromastigum
- genre Amazoopsis
- genre Bazzania
- genre Chloranthelia
- genre Dendrobazzania
- genre Drucella
- genre Hyalolepidozia
- genre Hygrolembidium
- genre Isolembidium
- genre Kurzia
- genre Lembidium
- genre Lepidozia
- genre Mastigopelma
- genre Megalembidium
- genre Meinungeria
- genre Micropterygium
- genre Mytilopsis
- genre Neogrollea
- genre Odontoseries
- genre Paracromastigum
- genre Protocephalozia
- genre Pseudocephalozia
- genre Psiloclada
- genre Pteropsiella
- genre Telaranea
- genre Zoopsidella
- genre Zoopsis

Selon ITIS (25 mai 2013) :
- genre Acromastigum A. Evans
- genre Amazoopsis J.J. Engel & G.L. Merr.
- genre Arachniopsis Spruce
- genre Bazzania Gray
- genre Chloranthelia R.M. Schust.
- genre Dendrobazzania R.M. Schust. & W.B. Schofield
- genre Drucella E.A. Hodgs.
- genre Hyalolepidozia S.W. Arnell ex Grolle
- genre Hygrolembidium R.M. Schust.
- genre Isolembidium R.M. Schust.
- genre Kurzia G. Martens
- genre Lembidium Mitt.
- genre Lepidozia (Dumort.) Dumort.
- genre Mastigopelma Mitt.
- genre Megalembidium R.M. Schust.
- genre Micropterygium Lindenb., Nees & Gottsche
- genre Monodactylopsis (R.M. Schust.) R.M. Schust.
- genre Mytilopsis Spruce
- genre Neogrollea E.A. Hodgs.
- genre Odontoseries Fulford
- genre Paracromastigum Fulford & J. Taylor
- genre Protocephalozia (Spruce) K.I. Goebel
- genre Pseudocephalozia R.M. Schust.
- genre Psiloclada Mitt.
- genre Pteropsiella Spruce
- genre Sprucella Steph.
- genre Telaranea Spruce ex Schiffn.
- genre Zoopsidella R.M. Schust.
- genre Zoopsis Hook.f. ex Gottsche, Lindenb. & Nees

Selon NCBI (25 mai 2013) :
- genre Acromastigum
- genre Amazoopsis
- genre Arachniopsis
- genre Bazzania
- genre Chloranthelia
- genre Drucella
- genre Hyalolepidozia
- genre Hygrolembidium
- genre Isolembidium
- genre Kurzia
- genre Lembidium
- genre Lepidozia
- genre Mastigobryum
- genre Megalembidium
- genre Neogrollea
- genre Paracromastigum
- genre Pseudocephalozia
- genre Psiloclada
- genre Sprucella
- genre Telaranea
- genre Zoopsidella
- genre Zoopsis

Selon Tropicos (25 mai 2013) (Attention liste brute contenant possiblement des synonymes) :
- genre Acrolepidozia R.M. Schust.
- genre Acromastigum A. Evans
- genre Amazoopsis J.J. Engel & G.L. Merr.
- genre Arachniopsis Spruce
- genre Austrolembidium Hässel de Menéndez
- genre Bazzania Gray
- genre Bazzanius Gray
- genre Bonneria Fulford & J. Taylor
- genre Campanea Trevis.
- genre Ceramanus E. D. Cooper
- genre Chloranthelia R.M. Schust.
- genre Dendrobazzania R.M. Schust. & W.B. Schofield
- genre Dendrolembidium Herzog
- genre Drucella E.A. Hodgs.
- genre Herpetium Nees
- genre Hyalolepidozia S.W. Arnell ex Grolle
- genre Hygrolembidium R.M. Schust.
- genre Isolembidium R.M. Schust.
- genre Kurzia G. Martens
- genre Lembidium Mitt.
- genre Lepidozia (Dumort.) Dumort.
- genre Lepidoziopsis E.A. Hodgs.
- genre Leucosarmentum Fulford
- genre Maculia E.A. Hodgs.
- genre Mastigobryum (Nees) Nees ex Gottsche, Lindenb. & Nees
- genre Mastigopelma Mitt.
- genre Mastigopsis Sande Lac. ex Lacout.
- genre Megalembidium R.M. Schust.
- genre Micrisophylla Fulford
- genre Microlepidozia (Spruce) Jörg.
- genre Micropterygium Lindenb., Nees & Gottsche
- genre Monodactylopsis (R.M. Schust.) R.M. Schust.
- genre Mytilopsis Spruce
- genre Neogrollea E.A. Hodgs.
- genre Neolepidozia Fulford & J. Taylor
- genre Odontoseries Fulford
- genre Paracromastigum Fulford & J. Taylor
- genre Pleuroschisma Dumort.
- genre Protocephalozia (Spruce) K.I. Goebel
- genre Pseudocephalozia R.M. Schust.
- genre Psiloclada Mitt.
- genre Pteropsiella Spruce
- genre Regredicaulis Fulford
- genre Spruceina Kuntze
- genre Sprucella Stephani
- genre Telaranea Spruce ex V.F. Schiffner
- genre Tricholepidozia (R.M. Schust.) E. D. Cooper
- genre Zoopsidella R.M. Schust.
- genre Zoopsis (Hook. f. & Taylor) Gottsche, Lindenb. & Nees